# Coupe CECAFA des nations 1994
Navigation
Tanzanie 1992 Ouganda 1995
La Coupe CECAFA des nations 1994 est la vingtième édition de la Coupe CECAFA des nations qui a eu lieu au Kenya du 26 novembre au 10 décembre 1994. Les nations membres de la CECAFA (Confédération d'Afrique centrale et de l'Est) peuvent s'engager dans la compétition et le pays hôte a le droit d'aligner une équipe réserve en plus de sa sélection nationale.
C'est la Tanzanie qui remporte la compétition en s'imposant en finale face au tenant du titre, l'Ouganda. Le pays hôte, le Kenya termine à la troisième place. À noter que les Seychelles, membre de la COSAFA, sont à nouveau invitées à participer à cette édition. C'est le deuxième titre de champion de la CECAFA de l'histoire de la sélection tanzanienne.

## Équipes participantes
- Kenya - Organisateur
- Ouganda - Tenant du titre
- Djibouti
- Kenya B
- Somalie
- Tanzanie
- Érythrée
- Seychelles - Invité

## Compétition

### Premier tour

#### Groupe A
- L'ensemble des matchs a eu lieu à Nairobi.

| Rang | Équipe   | Pts | J | G | N | P | Bp | Bc | Diff |  | Résultats (▼ dom., ► ext.) |  |     |     |     |
| ---- | -------- | --- | - | - | - | - | -- | -- | ---- |  | -------------------------- |  | --- | --- | --- |
| 1    | Tanzanie | 9   | 3 | 3 | 0 | 0 | 8  | 0  | +8   |  | Tanzanie                   |  | 1-0 | 4-0 | 3-0 |
| 2    | Kenya    | 6   | 3 | 2 | 0 | 1 | 7  | 3  | +4   |  | Kenya                      |  |     | 3-1 | 4-1 |
| 3    | Somalie  | 3   | 3 | 1 | 0 | 3 | 3  | 8  | -5   |  | Somalie                    |  |     |     | 2-1 |
| 4    | Djibouti | 0   | 3 | 0 | 0 | 3 | 2  | 9  | -7   |  | Djibouti                   |  |     |     |     |

#### Groupe B
- L'ensemble des matchs a eu lieu à Mumias et Nairobi.

| Rang | Équipe     | Pts | J | G | N | P | Bp | Bc | Diff |  | Résultats (▼ dom., ► ext.) |  |     |     |     |
| ---- | ---------- | --- | - | - | - | - | -- | -- | ---- |  | -------------------------- |  | --- | --- | --- |
| 1    | Ouganda    | 7   | 3 | 2 | 1 | 0 | 4  | 0  | +4   |  | Ouganda                    |  | 0-0 | 2-0 | 2-0 |
| 2    | Érythrée   | 7   | 3 | 2 | 1 | 0 | 3  | 0  | +3   |  | Érythrée                   |  |     | 2-0 | 1-0 |
| 3    | Kenya B    | 3   | 3 | 1 | 0 | 2 | 3  | 6  | -3   |  | Kenya B                    |  |     |     | 3-2 |
| 4    | Seychelles | 0   | 3 | 0 | 0 | 3 | 2  | 6  | -4   |  | Seychelles                 |  |     |     |     |

### Demi-finales
| 5 décembre 1994 | Ouganda       | 1 - 0 | Kenya | Nyayo National Stadium, Nairobi |
|                 | Kateregga 33e |       |       |                                 |

| 5 décembre 1994 | Tanzanie  | 1 - 0 | Érythrée | Nyayo National Stadium, Nairobi |
|                 | Mwanba 7e |       |          |                                 |

### Match pour la3eplace
| 8 décembre 1994 | Kenya         | 1 - 0 | Érythrée | Nyayo National Stadium, Nairobi |
|                 | Nyangweso 63e |       |          |                                 |

### Finale
| 10 décembre 1994 | Tanzanie              | 2 - 2 | Ouganda                        | Nyayo National Stadium, Nairobi |  |
|                  | Amir 14e · Mwamba 40e |       | Batambuze 47e · Semogerere 88e |                                 |  |
|                  | Tirs au but 4-3       |       |                                |                                 |  |

| Vainqueur Coupe CECAFA 1994 Tanzanie 2e titre |

## Sources et liens externes
- (en) Feuilles de matchs et infos sur RSSSF